# Altana AG
Altana AG (eigen schrijfwijze: ALTANA) is een Duits chemieconcern, gevestigd in Wezel, dat in 1977 is ontstaan door de verzelfstandiging van bedrijfsonderdelen van het Varta concern. De eerste bestuursvoorzitter na de verzelfstandiging was Herbert Quandt.

## Activiteiten
Het concern beschikt wereldwijd over 48 productielocaties en meer dan 50 service- en researchlaboratoriumlocaties.
Altana biedt producten aan voor lakfabrikanten, lak- en kunststofverwerkende bedrijven, de druk- en cosmetica-industrie en de elektrotechnische industrie. Het productportfolio omvat onder andere; additieven, speciale lakken en lijmen, effectpigmenten, metallic drukinkten, afdichting- en gietmassa's, impregneermiddelen evenals test- en meetinstrumenten.
Het bedrijf kent diverse dochterondernemingen, met elk een eigen specialisatie:
- BYK (lakadditieven en instrumenten)
- Eckart (metaaleffectpigmenten en metallic drukinkten)
- Elantas (isolatiemiddelen voor de elektrotechnische industrie)
- Actega (lakken en afdichtmassa's voor de verpakkingsindustrie)

## Geschiedenis
Op 19 december 2006 stemde de meerderheid van de aandeelhouders in met de verkoop van de farmaceutische tak aan de Deense onderneming Nycomed. Nycomed is eigendom van een investeerdersconsortium onder leiding van Nordic Capital en Credit Suisse. De verkoopopbrengst van de farmaceutische afdeling van 4,5 miljard euro werd volledig uitgekeerd aan de aandeelhouders, die een speciaal dividend van 33 euro per aandeel ontvingen. Met de verkoop van de farmaceutische tak vertrokken zo'n 9000 van de in totaal 13.500 medewerkers en viel ongeveer twee derde van de totale omzet weg.
Het patent op het product met de hoogste omzet, Pantoprazol, van de voormalige farmaceutische tak liep in de jaren 2009/2010 af. Terwijl het bestuur van Altana de verkoop van de farmaceutische tak motiveerde met vertragingen bij de registratie van nieuwe producten, gestegen R&D-kosten en hoge eisen van de geneesmiddelenbureaus in de Verenigde Staten en Europa, waren de vertegenwoordigers van de aandeelhouders van mening dat het bestuur in de voorgaande jaren te weinig had geïnvesteerd in de farmaceutische tak. En niet bijtijds vervangende producten had laten ontwikkelen, om zo de voorspelbare omzetderving door het aflopen van het patent op Pantoprazol voor het einde van het decennium te kunnen opvangen.
Tot 1 januari 2007 was het concern verdeeld in de farmaceutische tak, Altana Pharma AG, voorheen Byk Gulden Lomberg Chemische Fabrik, gevestigd in Konstanz en de tak speciale chemie, Altana Chemie AG, gevestigd in Wezel. Sinds de verkoop van de farmaceutische tak aan het Deense Nycomed opereert Altana uitsluitend in de speciale chemie. Met deze hergroepering veranderde ook het bedrijfslogo dat aan alle dochtermaatschappijen werd doorgegeven.
Op 6 november 2008 kondigde de hoofdaandeelhouder SKion een openbaar overnamebod aan ter hoogte van 13 euro per aandeel voor alle resterende aandelen. Volgens een woordvoerder van het bedrijf was er gepland om de onderneming van de beurs te halen. Daarvoor deed SKion de overige aandeelhouders op 9 november 2009 een tweede overnamebod van 14 euro per aandeel. In juni 2010 had SKion 95,04% van de Altana-aandelen in handen.
Van 1977 tot augustus 2010 was het bedrijf aan de Duitse aandelenbeurs in Frankfurt am Main genoteerd. Van 2002 tot 2007 werden aandelen van Altana ook aan de New York Stock Exchange verhandeld. Na de volledige overname door SKion werd op 27 augustus 2010 de notering van de aandelen stopgezet.